# Richard Daniel (Politiker)
Richard Daniel (* 8. Dezember 1891 in Stuttgart; † 18. Juni 1942 in Wolosniza, Sowjetunion) war ein deutscher Architekt und Politiker der Kommunistischen Partei Deutschlands (KPD). Er war während der Novemberrevolution 1918 Vorsitzender des Soldatenrats und 1919 Mitbegründer der KPD in Ulm. 1938 wurde er im sowjetischen Exil Opfer Stalinscher Säuberungen während der Zeit des Großen Terrors und starb 1942 im Gulag. 1957 wurde er postum rehabilitiert.

## Leben
Daniel, Sohn eines Schreinermeisters erlernte nach der Volksschule den Beruf des Bautechnikers, in dem er bis 1914 in Stuttgart tätig war. 1907 war Daniel Mitbegründer der sozialdemokratischen Arbeiterjugend in Stuttgart. Von 1914 bis 1918 kämpfte er als einfacher Soldat im Ersten Weltkrieg. Während der Novemberrevolution wurde er Ende 1918 Vorsitzender des Soldatenrats des 13. Pionier-Bataillons in Ulm.
1919 gründete er mit anderen eine Ortsgruppe der Kommunistischen Partei Deutschlands (KPD) in Ulm. Im selben Jahr heiratete er Berta Dick, die ebenfalls Funktionen in der KPD innehatte. 1923 wurde Daniel in Ulm verhaftet und wegen „Vorbereitungen für einen militärischen Aufstand“ für drei Monate inhaftiert. Danach kehrte das Ehepaar Daniel nach Stuttgart zurück. Im Juni 1924 wurde Daniel erneut verhaftet. Er konnte aus dem Landesgefängnis Stuttgart fliehen und hielt sich danach illegal in Leipzig auf, wo er verdeckt für die Rote Hilfe Deutschlands (RHD) tätig war. 
Anfang 1926 ging Daniel nach Elgersburg in Thüringen, einer Hochburg der KPD, und war im Gemeinderat tätig. Im Haus des Gemeinderats ließ er kommunistische Symbole anbringen und ein „Leninzimmer“ einrichten. In Thüringen war Daniel in die heftigen Auseinandersetzungen der KPD mit der KPD-Opposition verwickelt und vertrat eine ultralinke Position, die den Kurs der Parteiführung um Ernst Thälmann stützte. 
Im März 1927 wurde Daniel in Elgersburg verhaftet und am 25. Juli 1927 vom Reichsgericht zu zweieinhalb Jahren Festungshaft verurteilt, die er in der Festung Hohenasperg absaß. Durch eine Amnestie kam er 1928 frei. Daniel ließ sich in Berlin nieder und arbeitete als Architekt. 1930/31 war er für die Sowjetische Handelsvertretung tätig. Ende 1931 übersiedelte Daniel in die Sowjetunion und wurde Bauingenieur, später Architekt, in Moskau und Chabarowsk.
Am 22. Februar 1938 wurden Daniel und seine Ehefrau im Zuge der sogenannten „Deutschen Operation“ vom Volkskommissariat für innere Angelegenheiten (NKWD) verhaftet. Daniel wurde kurz darauf zu acht Jahren Arbeitslager verurteilt und arbeitete als Häftling beim Bau der Eisenbahnstrecke Archangelsk–Leningrad und bei Kotlas. Am 18. Juni 1942 verstarb Daniel in einem Lager in Wolosniza in der Oblast Kirow unter ungeklärten Umständen.
Am 28. Januar 1957 wurde er durch das Militärtribunal des Moskauer Militärbezirks vollständig rehabilitiert.